# 藤壺技研工業
藤壺技研工業株式会社（ふじつぼぎけんこうぎょう、Fujitsubo Giken Kogyo Co., Ltd. ）とは、神奈川県横浜市西区に本社を置く自動車(主にスポーツカー等)用マフラーや輸送機器の製造メーカーである。
かつての略称及びロゴマークは、FGKであった。

## 概要
1931年2月10日、福岡県で開業したオートバイ事業者・藤壺モータース（現・藤壺自動車工業）が始まりであり、チューニングメーカーとして著名である。自社ブランドでの生産のみならず、日産自動車など自動車メーカーとの共同開発なども手がけ、メーカーオプションのスポーツマフラーなどの製造も行っている。

## 沿革
- 1931年2月10日 - 藤壺モータース開業。
- 1933年9月 - 「藤壺モータース」設立。
- 1945年5月 - オートバイ用のエンジンを製作開始。
- 1949年10月 - 「イーグル自動車製作所」設立。日本で最初[要出典]のオートバイ「イーグル号」を世に送り出した。
- 1955年3月 - 横浜に進出、「藤壺技研工業」設立。
- 1965年4月 - 自動車部品・製缶・溶接機械加工を開始。
- 1970年3月 - 資本金50万円で「藤壺技研工業株式会社」設立。自動車輸送機器製作開始。
- 1981年12月 - 営業本部設立。
- 1982年10月 - 創業50周年のこの年、新羽総合工場と九州営業所を開設。
- 1983年5月 - 東京営業所設立。
- 1984年8月 - 藤壺技研工業研究所設立。
- 1985年4月 - 新羽総合工場敷地内に塗装設備が完成。現在地に本社社屋完成。
- 1986年10月 - ドイツにてTUVの販売許可取得。フランクフルトに「FUJITSUBO　GmbH」設立。
- 1987年6月 - 排気ガス試験室を設置した新研究所を設立。また、同年12月にはドイツにて触媒の特許を取得。
- 1988年11月 - 新羽第二工場新設。
- 1989年1月 - 藤壺勇雄、代表取締役社長に就任。
- 1989年6月 - ドイツ・オイスキルヒェン工場落成、営業開始。
- 1989年8月 - 日本自動車スポーツマフラー協会＜JASMA＞設立に伴い、藤壺勇雄、会長に就任。JASMA認定スポーツマフラー「レガリス」登場。JASMA認定エグゾーストマニフォールド「レガリスEX」登場。
- 1992年6月 - 大口径マフラー「レガリスR」登場。
- 1993年7月 - 物流部門にコンピューター管理システムを導入。
- 1993年10月 - クロカン4WD用マフラー「RVレガリス」登場。
- 1993年12月 - 高級オールステンレスマフラー「レガリス304」登場。
- 1994年7月 - 東京支店がショールーム開設に伴い移転。
- 1994年11月 - レガリスR に進化モデル「レガリスR タイプエボリューション」追加。
- 1995年3月 - レガリスR シリーズに「レガリスR デュアル」追加。
- 1995年5月 - 超軽量・オールチタンマフラー「レガリス スーパーTi」登場。
- 1995年7月 - 「レガリスR」をセミステンレス製にモデルチェンジ。
- 1995年11月 - 資本金5.000万円に増資。同年12月には福岡支店がショールーム開設に伴い移転。
- 1996年1月 - レガリス スーパーTiに「レガリス スーパーTi ハイブリッドバージョン」追加。RVレガリスに「RVレガリス ハイブリッドバージョン」追加。
- 1996年9月 - ワゴン・ミニバン用マフラー「ワゴリス」登場。
- 1996年10月 - 大阪支店ショールーム開設に伴い移転。
- 1997年1月 - レガリスEXに「レガリスEX ショットバージョン」追加。
- 1997年4月 - 静岡県裾野市に裾野総合工場開設。総合物流センター開設。
- 1999年10月 - 新羽工場を裾野に移転し裾野総合工場として本稼動。
- 2000年3月 - 開発部を裾野総合工場に移転。
- 2001年8月 - 福岡営支店を太宰府市に移転。カスタマーセンターを裾野総合工場に移転。
- 2003年7月 - 大阪支店ショールームを豊中市に移転。
- 2004年3月 - 裾野総合工場敷地内に走行騒音試験路新設。
- 2007年4月 - 騒音試験センターがTRIAS20に基づく自動車騒音試験所としてJISQ17025：2005の認定取得。
- 2009年7月 - 新マフラー規制の「後付消音器の性能等確認試験」の基準適合通知取得。
- 2010年12月 - 裾野総合工場に太陽光発電システムを導入 75m²のソーラーパネルを設置し、年間約3,145kg－CO2の低減に貢献。
- 2014年7月 - オーソライズVが27th 日刊自動車新聞 用品大賞 2014「スポーティング部門賞」受賞。
- 2015年1月 - 新スローガン「Action For The Future」設定。
- 2016年7月 - カーボンテール採用「オーソライズ RM+c」登場。
- 2017年1月 - 日産 GT-R 標準マフラー製造工場に採用される。

## ラインナップ
- レガリス - 藤壺を代表する[要出典]シリーズ。ベーシックなレガリスR、レガリスRをベースに高効率を追求したレガリススーパーR、高級セダン向けのレガリスエレガント、軽自動車向けのレガリスK、オフロード4WD専用のレガリス4がある。
- スーパーTi - 軽量なチタニウムを採用したモデル。
- パワーゲッター - 排気効率を最優先した[要出典]大口径モデル。
- LSC - セダン・ミニバン向けの上級モデル。
- BLAZE - テールパイプにグラデーション加工を施した軽自動車・ミニバン向けモデル。
- セダリス - 小型 - 中型セダン向けモデル。
- ワゴリス - ステーションワゴン・ミニバン向けモデル。
- Zega - 輸入車向けモデル。車種によりチタニウム製も設定。
- RM01S - 競技車向け軽量モデル。
- Super EX - SUS304を採用し、高効率を追求したエキゾーストマニホールド。ベーシックバージョンもあり。

## 関連会社
- 株式会社エフ・ジー・ケー